# Gerichtsbezirk Gradisca
Der Gerichtsbezirk Gradisca (slowenisch Gradiška) war ein dem Bezirksgericht Gradisca unterstehender Gerichtsbezirk in der Gefürsteten Grafschaft Görz und Gradisca (Cisleithanien, Österreich-Ungarn).
Der Gerichtsbezirk umfasste Gebiete im heutigen Friaul-Julisch Venetien (ehemalige Provinz Gorizia) an der italienischen Staatsgrenze zu Slowenien und gehörte zum Bezirk Gradisca. Nach dem Ersten Weltkrieg musste Österreich den gesamten Gerichtsbezirk an Italien abtreten.

## Geschichte
Der Gerichtsbezirk Gradisca wurde um 1850 infolge der Auflösung der ursprünglichen Patrimonialgerichtsbarkeit in der Gefürsteten Grafschaft Görz und Gradisca sowie wie im gesamten Kaisertum Österreich geschaffen. Der Gerichtsbezirk unterstand dem für die gesamte Grafschaft zuständigen Landesgericht Görz, dass wiederum dem Oberlandesgericht Triest, dass am 1. Mai 1850 seine Tätigkeit aufnahm, unterstellt war.
Auch nachdem Görz und Gradisca bzw. Triest sowie Istrien vom ursprünglichen Kronland Küstenland ihre Selbständigkeit als Kronland erlangten, blieb das Oberlandesgericht Triest die oberste Instanz für den Gerichtsbezirk Gradisca.
Der Gerichtsbezirk Gradisca bildete im Zuge der Trennung der politischen von der judikativen Verwaltung
ab 1868 gemeinsam mit den Gerichtsbezirken Monfalcone, Cormons und Covignone den Bezirk Gradisca,
wobei die Gerichtsbezirke Covignone und Monfalcone in der Folge als eigenständiger Bezirk Monfalcone abgespalten wurden.
Der Gerichtsbezirk wies 1910 eine Bevölkerung von 14.365 Personen auf, von denen 12.725 Italienisch als Umgangssprache angaben. Weiters lebten im Gerichtsbezirk 62 Deutschsprachige, 302 Slowenischsprachige und 1.273 Anderssprachige oder Staatsfremde. Die deutsch- und slowenischsprachige Minderheit lebte 1910 vor allem in Gradisca, zudem gab es in Sagrado eine kleine slowenischsprachige Einwohnerzahl.
Durch die Grenzbestimmungen des am 10. September 1919 abgeschlossenen Vertrages von Saint-Germain wurde der Gerichtsbezirk Gradisca zur Gänze Italien zugeschlagen.

## Gerichtssprengel
Der Gerichtssprengel umfasste 1910 die sieben Gemeinden Farra, Gradisca-Bruma (Gradiška-Bruma), Mariano, Romans, Sagrado, Versa und Villesse. 1914 entstand zudem durch Abtrennung von Mariano die Gemeinde Corona.